# Ciszyca (gromada)
Ciszyca (w latach 1970–72 oficjalnie Ciszyca Dolna; od 1 II 1972 Ciszyca Górna) – dawna gromada, czyli najmniejsza jednostka podziału terytorialnego Polskiej Rzeczypospolitej Ludowej w latach 1954–1972.
Gromady, z gromadzkimi radami narodowymi (GRN) jako organami władzy najniższego stopnia na wsi, funkcjonowały od reformy reorganizującej administrację wiejską przeprowadzonej jesienią 1954 do momentu ich zniesienia z dniem 1 stycznia 1973, tym samym wypierając organizację gminną w latach 1954–1972.
Gromadę Ciszyca siedzibą GRN w Ciszycy utworzono – jako jedną z 8759 gromad na obszarze Polski – w powiecie iłżeckim w woj. kieleckim, na mocy uchwały nr 13k/54 WRN w Kielcach z dnia 29 września 1954. W skład jednostki weszły obszary dotychczasowych gromad Ciszyca Górna, Ciszyca Dolna, Ciszyca Kolonia i Ciszyca Przewozowa ze zniesionej gminy Tarłów w tymże powiecie. Dla gromady (zapisano jako Ciszyca Górna) ustalono 12 członków gromadzkiej rady narodowej.
1 stycznia 1956 gromada weszła w skład nowo utworzonego powiatu lipskiego w tymże województwie.
1 stycznia 1969 do gromady Ciszyca przyłączono wieś Ostrów z gromady Pawłowice oraz wieś Dorotka z gromady Tarłów w tymże powiecie.
1 stycznia 1970 nazwę gromady Ciszyca zmieniono na gromada Ciszyca Dolna.
Gromadę Ciszyca Dolna zniesiono 1 lutego 1972 w związku z przeniesieniem siedziby GRN z Ciszycy Dolnej do Ciszycy Górnej i przemianowaniem jednostki na gromada Ciszyca Górna.